# Aleksota (gmina)
Aleksota – dawna gmina wiejska istniejąca na przełomie XIX i XX wieku w guberni suwalskiej. Siedzibą władz gminy była Aleksota (obecnie dzielnica Kowna).
Za Królestwa Polskiego gmina Aleksota należała do powiatu mariampolskiego w guberni suwalskiej (od 1867). 28 sierpnia 1870 do gminy przyłączono pozbawione praw miejskich Sapieżyszki. 
Po odzyskaniu niepodległości przez Polskę i Litwę powiat mariampolski na podstawie umowy suwalskiej wszedł 10 października 1920 w skład Litwy.